# Simon Baker

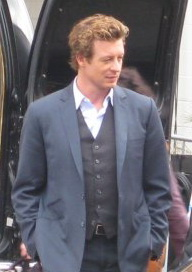
Simon Baker pe platoul de filmare a serialului The Mentalist (2010)

Simon Baker este un actor australian. S-a născut pe 30 iulie 1969 în Tasmania, Australia. A fost distribuit în L.A. Confidential. A fost însurat cu actrița Rebecca Rigg, cu care are trei copii.
A jucat în: Something New, Avertizarea 2, Tărâmul morții, Îngerul păzitor, Planeta roșie', Sunset Strip, Sărutul lui Iuda, The Mentalist.

## Filmografie (selecție)
- Planeta Roșie (2000)